# Werner Arber
Werner Arber (Gränichen, Suiza, 3 de junio de 1929) es un microbiólogo suizo.
Nació en Gränichen, en el cantón suizo de Argovia. Asistió a colegios públicos y se graduó en ciencias en 1953 en el Instituto Federal de Tecnología de Zúrich. Se doctoró en la Universidad de Ginebra en 1958. Trabajó en los laboratorios de biofísica de las universidades de Ginebra y de Los Ángeles; en 1971 accede a la plaza de profesor de Biología Molecular del Instituto de Investigación Biozentrum de la Universidad de Basilea.
En 1978 obtiene el Premio Nobel de Fisiología o Medicina, compartido con Daniel Nathans y Hamilton O. Smith por sus trabajos sobre las endonucleasas de restricción. Estas enzimas son proteínas  que catalizan la ruptura de enlaces fosfodiéster en diferentes regiones ubicadas en el interior de una cadena polinucleotídica, por lo cual pueden dividir las cadenas del ácido desoxirribonucleico ADN lo que permitió realizar modificaciones en la molécula de ADN y ampliar los conocimientos en biotecnología.
En 1981, Arber fue miembro fundador del Consejo Cultural Mundial.
El 15 de enero de 2011 fue nombrado Presidente de la Pontificia Academia de las Ciencias por el papa Benedicto XVI. Se trata del primer científico cercano al Protestantismo en ocupar dicho cargo.
Está casado y tiene dos hijas.

## Biografía y carrera
Arber estudió química y física en el Instituto Federal Suizo de Tecnología en Zúrich de 1949 a 1953. A fines de 1953, tomó una ayudantía de microscopía electrónica en la Universidad de Ginebra, con el tiempo dejó el microscopio electrónico, pasó a investigar bacteriófagos y escribió su disertación sobre mutantes defectuosos del profago lambda.
Recibió su doctorado en 1958 en la Universidad de Ginebra.
Arber luego trabajó en la Universidad del Sur de California en genética de fagos con Giuseppe Bertani a partir del verano de 1958. A finales  de 1959 aceptó una oferta para regresar a Ginebra a principios de 1960, pero solo después pasando «varias semanas muy fructíferas»  en cada uno de los laboratorios de Gunther Stent (Universidad de California, Berkeley), Joshua Lederberg y Esther Lederberg (Universidad de Stanford) y Salvador Luria (Instituto de Tecnología de Massachusetts).
De regreso en la Universidad de Ginebra, Arber trabajó en un laboratorio en el sótano del Instituto de Física, donde llevó a cabo una investigación productiva y recibió a «varios estudiantes graduados de primera clase, becarios postdoctorales y científicos experimentados». incluyendo a Daisy Roulland-Dussoix, cuyo trabajo le ayudó a obtener más tarde el Premio Nobel. En 1965, la Universidad de Ginebra lo ascendió a Profesor Extraordinario de Genética Molecular. En 1971, después de pasar un año como profesor invitado en el Departamento de Biología Molecular de la Universidad de California en Berkeley, Arber se trasladó a la Universidad de Basilea . En Basilea, fue una de las primeras personas en trabajar en el Biozentrum de nueva construcción., que albergaba los departamentos de biofísica, bioquímica, microbiología, biología estructural, biología celular y farmacología y, por tanto, propiciaba la investigación interdisciplinaria.
En 27 ocasiones desde 1981, Werner Arber ha compartido su experiencia y pasión por la ciencia con jóvenes científicos en las Reuniones de Premios Nobel de Lindau .
Werner Arber es miembro del Consejo Científico del Diálogo Mundial sobre el Conocimiento y de la Pontificia Academia de las Ciencias desde 1981. En 1981, Arber se convirtió en miembro fundador del Consejo Cultural Mundial. Fue elegido miembro de la Academia Estadounidense de Artes y Ciencias en 1984. El Papa Benedicto XVI lo nombró presidente de la Pontificia Academia de las Ciencias en enero de 2011, convirtiéndolo en el primer protestante en ocupar el cargo. En 2017, Arber se retiró como presidente de la Pontificia Academia de las Ciencias y fue reemplazado por el científico alemán Joachim von Braun.

## Algunas publicaciones
- 1984. Genetic Manipulation: Impact on Man and Society. ICSU Press symposium 1. Ed. ilustrada de Cambridge Univ. Press, 250 pp. ISBN 0521264170, ISBN 9780521264174